# Caproni Ca.100
Caproni Ca.100 là một loại máy bay huấn luyện tiêu chuẩn của Regia Aeronautica trong thập niên 1930.

## Quốc gia sử dụng
Áo
- Không quân Áo

 Bulgaria
- Không quân Bulgary

 Italy
- Regia Aeronautica

 Peru
- Không quân Peru

 Bồ Đào Nha
- Không quân Bồ Đào Nha

 Tây Ban Nha
- Không quân Tây Ban Nha

## Tính năng kỹ chiến thuật (dùng động cơ Gipsy)
Đặc điểm tổng quát
- Kíp lái: 2
- Chiều dài: 7,30 m (23 ft 11 in)
- Sải cánh: 10,00 m (32 ft 10 in)
- Chiều cao: 2,75 m (9 ft 0 in)
- Diện tích cánh: 24,4 m2 (263 ft2)
- Trọng lượng rỗng: 400 kg (882 lb)
- Trọng lượng có tải: 560 kg (1.499 lb)
- Powerplant: 1 × de Havilland Gipsy, 63 kW (85 hp) mỗi chiếc

Hiệu suất bay
- Vận tốc cực đại: 165 km/h (102 mph)
- Tầm bay: 700 km (462 dặm)
- Trần bay: 4.000 m (13.125 ft)
- Vận tốc lên cao: 1,8 m/s (354 ft/phút)